# يوربون
يوربون (باليونانية: Εὐρυπῶν، Εὐρυτίων) هو ابن صوس، والملك الثالث لأسبرطة من سلالة يوريبونتيد، وأب برياتنيس الذي سيخلف الحكم من بعده.

## وصلات خارجية
- مولر، كارل أوتفريد تاريخ وآثار السلالة الدوريون. (باللغة الإنجليزية)